# Alwal
Alwal là một thành phố và khu đô thị của quận Rangareddi thuộc bang Andhra Pradesh, Ấn Độ.

## Nhân khẩu
Theo điều tra dân số năm 2001 của Ấn Độ, Alwal có dân số 106.424 người. Phái nam chiếm 53% tổng số dân và phái nữ chiếm 47%. Alwal có tỷ lệ 76% biết đọc biết viết, cao hơn tỷ lệ trung bình toàn quốc là 59,5%: tỷ lệ cho phái nam là 82%, và tỷ lệ cho phái nữ là 69%. Tại Alwal, 11% dân số nhỏ hơn 6 tuổi.